# Hans Hugenholtz

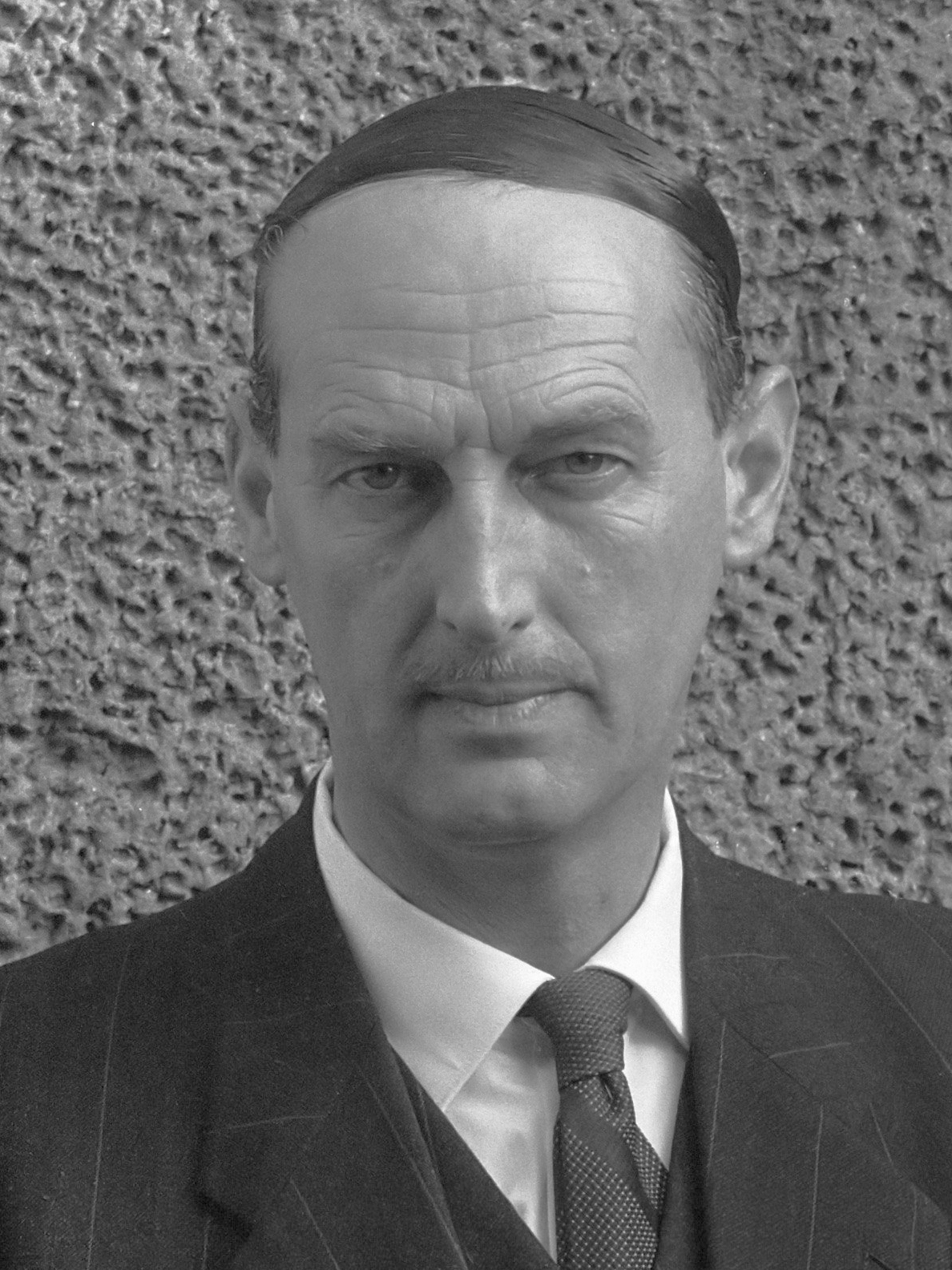
Hans Hugenholtz (1961)

Johannes Bernardus Theodorus (Hans) Hugenholtz (Vledder, 31 oktober 1914 – Bentveld, 25 maart 1995) was een Nederlands ontwerper van racecircuits en auto's. Hij was gedurende 25 jaar de drijvende kracht en directeur van het Circuit Zandvoort en was internationaal beter bekend als John Hugenholtz.

## Carrière
Hugenholtz studeerde rechten, maar werd journalist. Zijn interesse ging echter uit naar auto's en autosport; hij nam als amateur deel aan motorraces. In 1936 richtte hij de Nederlandse Auto Race Club op.
In 1943 richtte hij de N.V. Nederlandsch Weg-Circuit op. Met deze vennootschap werkte hij aan de realisatie van een nationale racebaan in het Zeisterbos. Het plan leidde echter tot veel discussie in de lokale en nationale pers. De voorbereidingen voor het Circuit van Zeist  waren al in een vergevorderd stadium, toen het plan 1947 in de gemeenteraad strandde.
Hugenholtz was tussen 1949 en 1974 directeur van het Circuit Park Zandvoort. In 1951 richtte hij in Parijs de Association Internationale de Circuits Permanent op, die de handhaving van permanente circuits onderhield. Tevens was hij oprichter en President van de I.F.V.C.C (International Federation of Veteran Car Clubs, later omgedoopt in FIVA.
Zijn grootste naamsbekendheid heeft Hugenholtz echter te danken aan de verschillende circuits die hij heeft ontworpen; Suzuka, Japan (1962), Zolder, België (1963), Hockenheimring (stadion gedeelte), Duitsland (1965), Jarama, Spanje (1967), Ontario Motor Speedway (in samenwerking met Michael Parker), Californië (1970), en Nijvel, wederom in België (1971). Veel van deze circuits hebben gediend, of dienen, als ronde van het Formule 1 wereldkampioenschap, en worden vaak geprezen als innovatief en uitdagend.

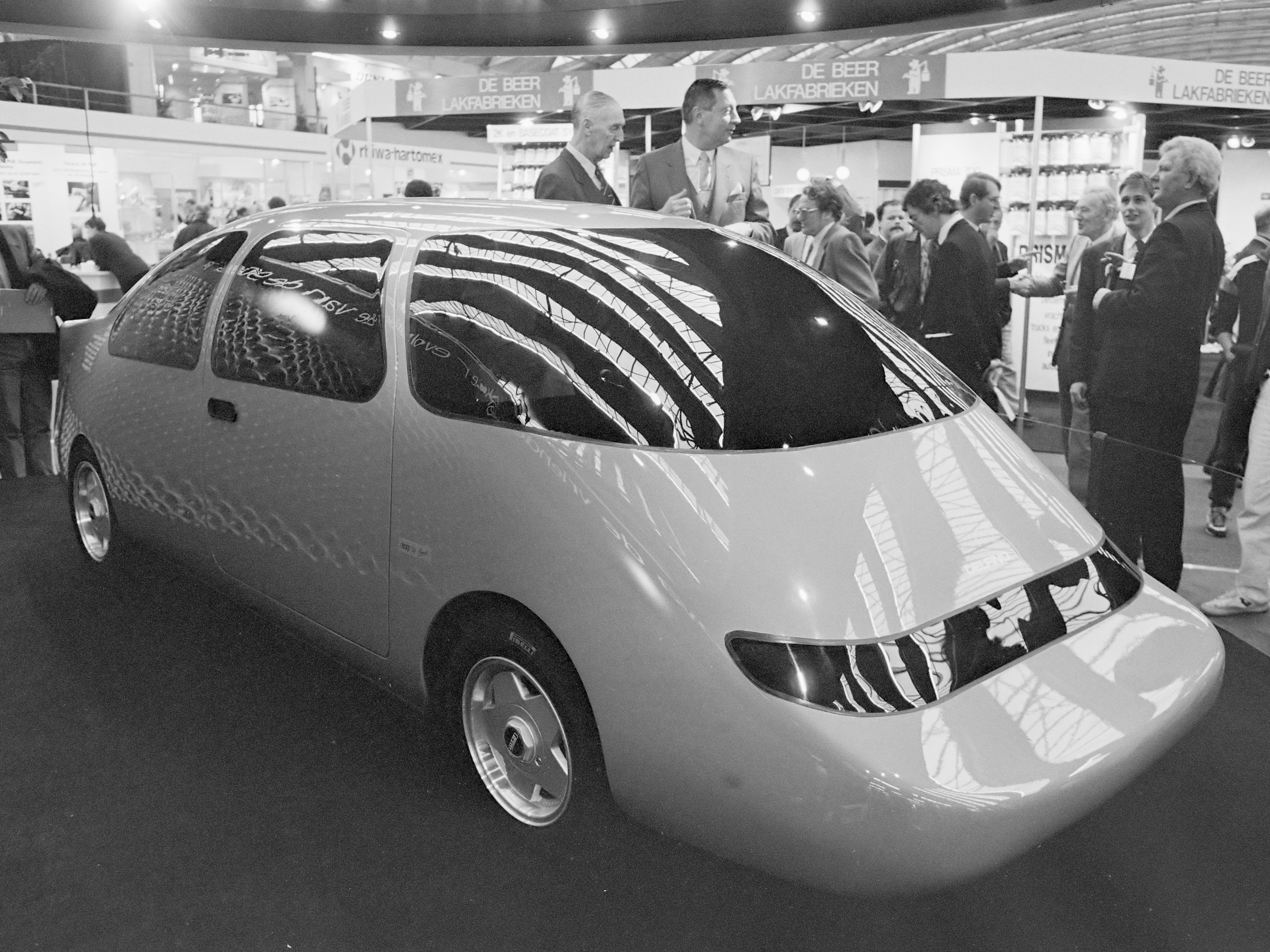
De Delfino van Hugenholtz (1989)

Daarnaast heeft Hugenholtz zich beziggehouden met auto-ontwerpen, waaronder de Dutch "Barkey" (1948) en de "Delfino" (1989). Beide hebben echter het daglicht niet gezien; er werden slechts enkele proefmodellen van gemaakt.
Gedurende ca 30 jaar was hij tevens auto-journalist, testte 599 auto's voor tijdschriften en kranten (o.a. Wereldkroniek en Financieel Dagblad) en schreef voor veel autobladen (o.a. Het Automobiel).
Hugenholtz en zijn vrouw Marianne Sophie van Rheineck Leyssius waren in januari 1995 betrokken bij een auto-ongeluk in Zandvoort. Zijn vrouw kwam ter plekke om het leven, terwijl Hugenholtz twee maanden later aan zijn verwondingen overleed, op 80-jarige leeftijd. Zijn zoon Hans Hugenholtz jr. is autocoureur, eigenaar van Hugenholtz Property Group dat het huidige pit-complex bouwde op het circuit. Hij was tot begin 2011 bestuursvoorzitter van Spyker Cars.

## Publicaties
- Jubileum-uitgave 35 jaar circuit Zandvoort. 1948-1983. Red.: Hans Hugenholtz et al. Den Helder, NPU, 1983
- George Bishop: De eeuw van de auto. Vertaling: Hans R.Th. Hugenholtz. Amsterdam, Meulenhoff-Bruna, 1977